# Cabo Henlopen

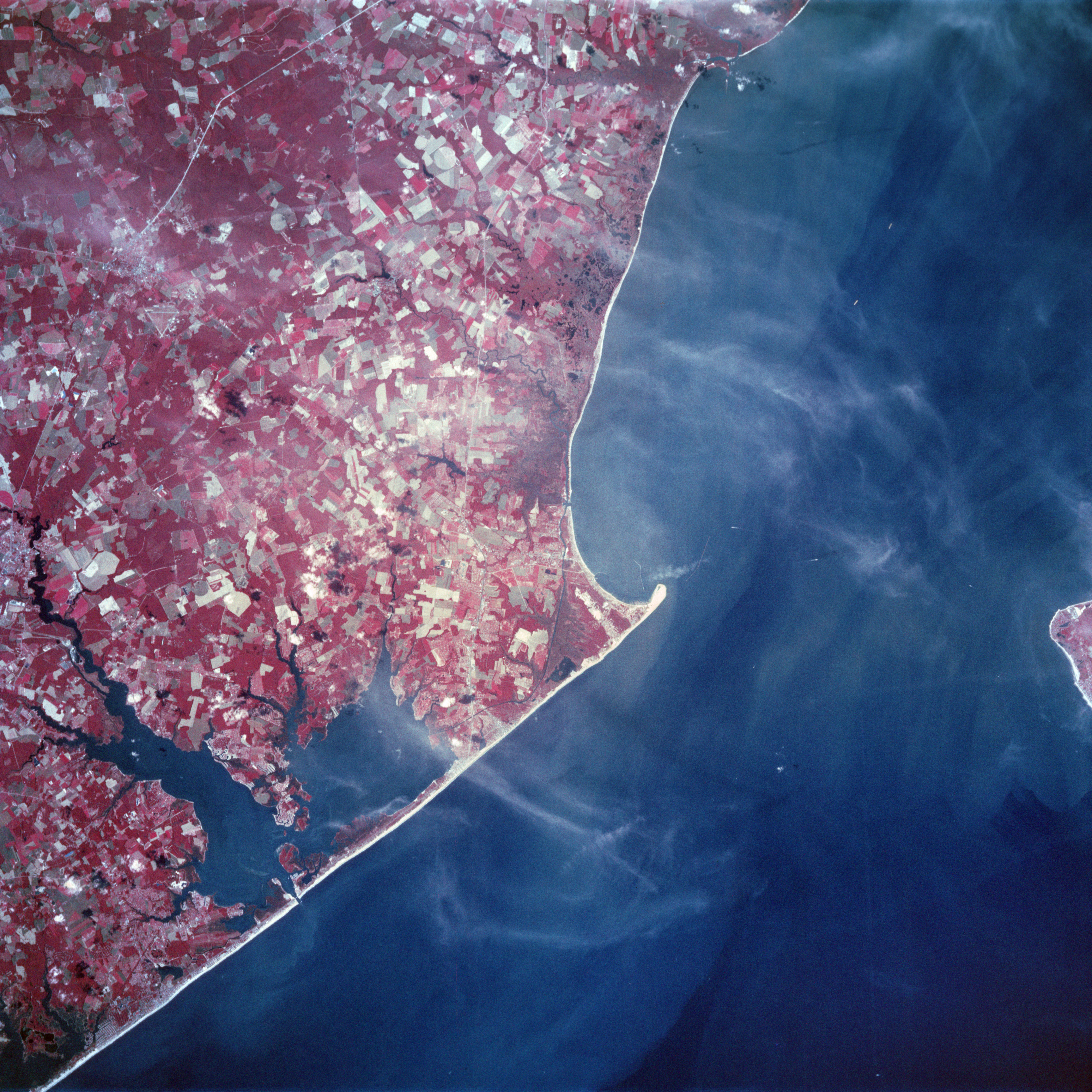
Cabo Henlopen em imagem de satélite, outubro de 1994

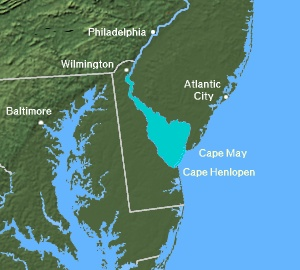
A baía de Delaware, entre a península de Delmarva que a separa da baía de Chesapeake (à esquerda).

O Cabo Henlopen é um cabo no sul da Baía de Delaware, na costa atlântica dos Estados Unidos. Fica no estado de Delaware, perto da cidade de Lewes. Ao longo da costa da baía há dois faróis, chamados Harbor of Refuge Light e Delaware Breakwater East End Light.
De origem chamado Hinlopen, o cabo Henlopen deve o seu nome a Thijmen Jacobsz Hinlopen, um importante comerciante holandês. O cabo Henlopen define o limite meridional da Nova Holanda.
A região do cabo Henlopen é o terminal oriental do American Discovery Trail, o único percurso pedestre que liga ambas as costas oceânicas dos Estados Unidos.